# Maria Biel
Maria Biel (ur. 28 stycznia 1904) – polska „Sprawiedliwa wśród Narodów Świata”.

## Życiorys
W 1935 roku Maria i Tomasz Bielowie zakupili od Żyda, Mojżesza Riegelhaupta, gospodarstwo w Wojakowie (woj. małopolskie). Obie rodziny łączyła przyjazna relacja. 
W trakcie II wojny światowej, od 1942 r. ukrywała w swoim mieszkaniu Żydów: Zygmunta Riegelhaupta, syna Mojżesza, który uciekł przed wywiezieniem do getta w Zakliczynie wraz z bratem szwagra, Izaakiem Taugerem. Po kilku miesiącach dołączył do nich także Mojżesz wraz z córką Reginą oraz synowa, Rywka wraz z dwiema córkami, Pesią i Itą. Maria ukrywała ich wraz z mężem w specjalnej kryjówce (na przełomie 1942 i 1943 roku). Zanosiła im kosze z żywnością i gazetami przykrytymi warzywami. W ten sposób Zygmunt i Mojżesz mogli śledzić wydarzenia wojny będąc niewykrywalnymi dla władz okupacyjnych. Na wiosnę Żydzi przenieśli się do lasu i co jakiś czas przychodzili do domu Bielów po żywność i schronienie w domu na okres dwa lub trzech dni. 
Żydzi przetrwali wojnę. Zygmunt Riegelhaupt po latach wspominał: „Bielowie chcieli naszego przetrwania i w niesieniu pomocy nie szczędzili swej ofiarności. Pomagali wszelkimi możliwymi sposobami: przechowywali nas, żywili, napawali otuchą". 
15 września 1991 r. Instytut Jad Waszem uhonorował Tomasza i Marię Bielów medalem „Sprawiedliwy wśród Narodów Świata”. 